# Onthophagus tersus
Onthophagus tersus là một loài bọ cánh cứng trong họ Bọ hung (Scarabaeidae).